# Amphisbaena microcephalum
Espèce
Amphisbaena microcephalum est une espèce d'amphisbènes de la famille des Amphisbaenidae.

## Répartition
Cette espèce se rencontre :
- au Brésil dans les États d'Amazonas, du Mato Grosso, du Minas Gerais, de São Paulo, du Paraná, de Santa Catarina et du Rio Grande do Sul ;
- en Bolivie dans les départements de Cochabamba et de Santa Cruz ;
- au Paraguay ;
- en Uruguay ;
- en Argentine dans les provinces de Formosa, du Chaco, de Corrientes, de Misiones et d'Entre Ríos.

## Synonymes
- Leposternon microcephalus Wagler, 1824
- Amphisbaena punctata Wied, 1825
- Lepidosternon maximiliani Wiegmann, 1834
- Lepidosternon phocaena Duméril & Bibron, 1839
- Lepidosternon petersi Strauch, 1881
- Lepidosternon crassum Strauch, 1881
- Lepidosternon guentheri Strauch, 1881
- Lepidosternon pfefferi Werner, 1910
- Lepidosternum boulengeri Boettger, 1885
- Lepidosternum strauchi Boettger, 1885
- Lepidosternum affine Boettger, 1885
- Lepidosternum onychocephalum Boettger, 1885
- Lepidosternum boettgeri Boulenger, 1885
- Lepidosternum latifrontale Boulenger, 1894
- Lepidosternum borelli Peracca, 1895
- Lepidosternum camerani Peracca, 1895
- Lepidosternum laticeps Peracca, 1904
- Lepidosternum carcani Peracca, 1904

## Publication originale
- Wagler in Spix, 1824 : Serpentum Brasiliensium species novae, ou histoire naturelle des espèces nouvelles de serpens. Monachii, Typis Franc. Seraph. Hübschmanni, p. 1-75 (texte intégral).